# Kalinówka (powiat lubelski)
Kalinówka – kolonia w Polsce położona w województwie lubelskim, w powiecie lubelskim, w gminie Głusk.
Kolonia stanowi sołectwo gminy Głusk. Według Narodowego Spisu Powszechnego z roku 2011 liczyła 1096 mieszkańców.
Była pierwotnie folwarkiem gospodarczym należącym do Władysława Kudelskiego. Folwark został usamodzielniony w 1886 r., przez Nechmiasza Weissberga, po którym odziedziczył go Tomasz vel Tobiasz Wajsberg.
W 1932 r. zadłużony majątek przejęło Towarzystwo Kredytu Ziemskiego. Po wystawieniu go na licytację nabył go Bank Ziemski, który rozprzedał go na kolonie. Dalsze rozdrobnienie folwarku nastąpiło w latach 1937–1940.
W związku z reorganizacją administracji wiejskiej jesienią 1954, główna część gromady Kalinówka weszła 5 października 1954 w skład nowo utworzonej gromady Wilczopole, natomiast część Kalinówki położoną na północ od drogi Lublin–Piaski włączono do gromady Adampol, którą 13 listopada 1954 przekształcono w miasto Świdnik. W związku z tym ta część Kalinówki stała się integralną częścią miasta Świdnika.
Współcześnie dominuje tu zabudowa jednorodzinna. Kalinówka graniczy z miastem Lublin oraz Świdnikiem – dlatego też szybko powstają tu nowe domy, miejscowość staje się atrakcyjnym punktem do zamieszkania. Kalinówka położona jest wzdłuż drogi ekspresowej S-17/S-12, przy węźle Lublin Felin.
W latach 1975–1998 miejscowość należała administracyjnie do ówczesnego województwa lubelskiego.

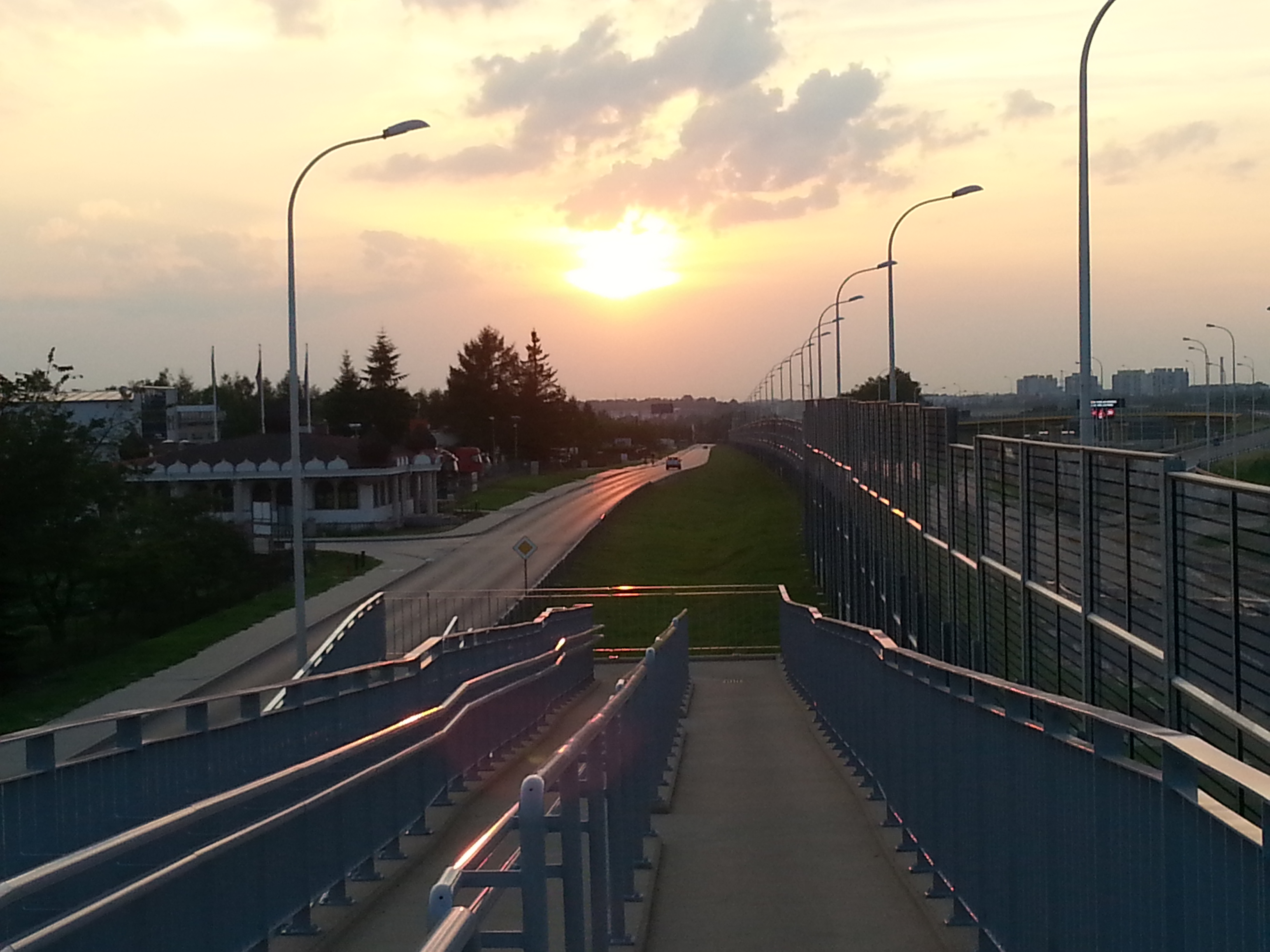
Widok z kładki dla pieszych nad drogą ekspresową S17